# Мис страху (фільм, 1991)
«Мис Страху» (англ. Cape Fear) — американський психологічний триллер режисера Мартіна Скорсезе 1991 року. Ремейк однойменного фільму Джей Лі Томпсона 1962 року, знятого за романом Джона Д. Макдональда.

## Сюжет
Запеклий злочинець Макс Кейді виходить із в'язниці, відсидівши тривалий термін за зґвалтування. Його серце переповнене злістю і ненавистю. Тоді, чотирнадцять років тому, його адвокатом на суді був Сем Боуден. У адвоката в руках була важлива інформація, яка, можливо, могла б скоротити термін Макса. Але Сем приховав її, поспівчувавши потерпілій, і його клієнт отримав суворий вирок. Макс нічого не забув, всі ці роки він виношував план помсти. І тепер він має намір відшукати Боудена і викласти хороший урок йому, його дружині та 15-річній дочці. Макс вистежує адвоката і починає мучити його погрозами і знущаннями. Адвокат, через своїх колег, намагається встановити особу злочинця і його мотиви. Спочатку все обмежується натяками з боку злочинця, але поступово цькування сім'ї адвоката стає все більш нестерпним. Спроби відкупитися, (чим Сем Боуден побічно визнавав свою провину перед Максом Кейді), а також залякати Кейді шляхом побиття останнього за допомогою найнятих Боуденом головорізів успіху не приносять. Адвокат в розпачі просить своїх колег допомогти йому знайти яку-небудь юридичну хитрість, щоб позбутися від Кейді. Але ті нагадують йому, що підозрюваний «не винен, поки не доведено протилежне». Довести наявність загроз важко, тому адвокат вирішує спровокувати Кейді на напад всередині свого власного будинку. Сем наймає приватного детектива, разом вони влаштовують засідку на Макса. Але Макс вбиває детектива і покоївку Боудененів. Сем з родиною біжить на мис Страху, на човен, який по суті є плавучим домом. Але до цього Максу вдається причепитися до днища джипа адвоката і таким чином він таємно слідує за Семом. Максу вдається непомітно прокрастися на човен. Між тим на річці починається шторм. Макс захоплює сім'ю і відрізає якір, а течія відносить човен по бурхливій річці. Дочка Сема, Деніель, не витерпівши знущань, обливає Макса бензином і підпалює його. Макс, щоб врятувати себе, стрибає за борт. Загасивши полум'я, він повертається на човен. Макс, захопивши Сема, допитує його як на суді. Човен різко кидає в сторону і в цей момент Сему вдається пристебнути Макса наручниками до труби. Човен кидає на камені і він розвалюється. Уламок човна з Максом і Семом прибиває до берега. Боуден намагається вбити Кейді, але уламок зносить в річку і Макс йде на дно, при цьому дико і незв'язно бурмочучи якісь слова. Сем і його сім'я починають розуміти, що мали справу не просто з мстивим злочинцем, а з психопатом, метою життя якого стало знищення сім'ї Боуденів.

## У ролях
- Роберт де Ніро — Макс Кейді
- Нік Нолті — Сем Боуден, адвокат
- Джессіка Ленг — Лі Боуден, дружина Сема
- Джульєтт Льюїс — Даніель Боуден, донька Сема
- Джо Дон Бейкер — Клод Керсек, приватний детектив
- Роберт Мітчем — лейтенант Елгарт
- Іллеана Дуглас — Лорі Девіс
- Грегорі Пек — Лі Хеллер, адвокат
- Фред Томпсон — Том Бродбент
- Мартін Болсам — суддя

## Нагороди[2]

### Номінації
Британська академія, 1993 рік
- Найкраща робота оператора
- Найкращий монтаж

Оскар, 1992 рік
- Найкраща чоловіча роль (Роберт де Ніро)
- Найкраща жіноча роль другого плану (Джульєтт Льюїс)

Золотий глобус, 1992 рік
- Найкраща чоловіча роль (драма) (Роберт Де Ніро)
- Найкраща жіноча роль другого плану (Джульєтт Льюїс)

MTV Movie Awards, 1992 рік
- Найкраща чоловіча роль (Роберт Де Ніро)
- Найкращий лиходій (Роберт Де Ніро)
- Найкращий поцілунок (Роберт Де Ніро, Джульєтт Льюїс)

Берлінський кінофестиваль, 1992 рік
- Золотий Ведмідь